# Storia della Bulgaria indipendente
La storia della Bulgaria indipendente riguarda il periodo di tempo che va dal trattato di Santo Stefano del 3 marzo 1878, in cui venne creato uno Stato autonomo bulgaro, comprendente le regioni della Moesia, della Tracia e della Macedonia, allo scoppio delle guerre balcaniche.
Sulla base del suddetto trattato i bulgari festeggiano il giorno dell'indipendenza il 3 marzo ogni anno.

## Trattato di Santo Stefano e trattato di Berlino

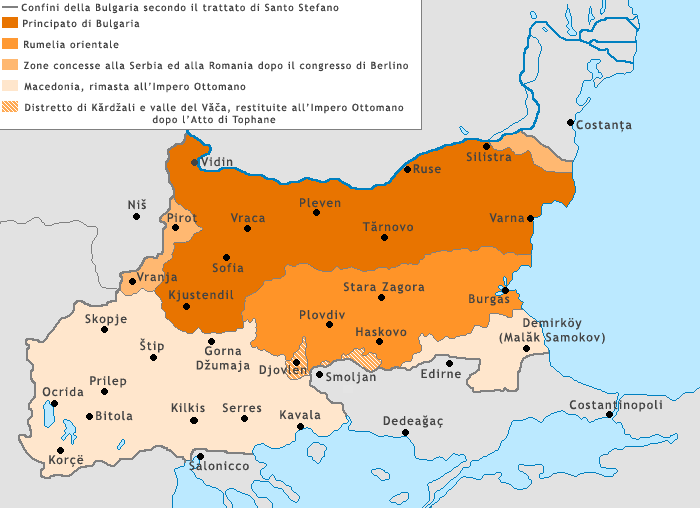
I confini della Bulgaria secondo il trattato di Santo Stefano del 3 marzo 1878

Il trattato di Santo Stefano aveva creato uno Stato bulgaro di grandi dimensioni nella penisola balcanica e ciò aveva messo in preoccupazione le grandi potenze europee, che temevano la nascita di questo grande Stato clientelare della Russia nei Balcani. Perciò il 13 luglio dello stesso anno venne firmato il trattato di Berlino, sotto la supervisione del tedesco Otto von Bismarck e del britannico Benjamin Disraeli, che rivedeva il precedente trattato e ridimensionava notevolmente lo Stato bulgaro proposto. Venne creato un Principato di Bulgaria autonomo, tra il Danubio e la catena montuosa della Stara Planina, con sede nell'antica capitale bulgara di Veliko Tărnovo e Sofia inclusa. Questo Stato doveva essere sotto la sovranità nominale ottomana, ma doveva anche essere governato da un principe eletto da un congresso di notabili bulgari e approvato dalle potenze europee. Queste insistettero che il principe non doveva essere russo, ma venne scelto come compromesso il principe Alessandro di Battenberg, un nipote dello zar Alessandro II. Venne creata inoltre una provincia autonoma ottomana sotto il nome di Rumelia orientale a sud dei monti Balcani, mentre la Macedonia tornò sotto la completa sovranità del sultano ottomano.

## Unificazione con la Rumelia orientale e guerra contro la Serbia
I bulgari adottarono una costituzione democratica di livello avanzato e il potere passò in breve al partito liberale guidato da Stefan Stambolov. Il principe Alessandro I aveva tendenze conservative e sulle prime si oppose alla politica di Stambolov, ma nel 1885 si era legato sufficientemente al suo nuovo Paese da cambiare mentalità e a supportare i liberali. Diede inoltre il proprio supporto anche all'unificazione della Bulgaria con la Rumelia orientale, che avvenne dopo un colpo di Stato a Plovdiv nel settembre 1885. Le potenze europee non intervennero a causa delle tensioni tra di loro stesse. Poco dopo la Serbia dichiarò guerra alla Bulgaria nella speranza di conquistare nuovi territori mentre i bulgari erano impegnati nel procedimento di unificazione. I bulgari sconfissero i serbi nella battaglia di Slivnica e respinsero l'esercito serbo. L'unificazione venne accettata dalle potenze europee nella forma dell'unione personale.

## Ferdinando I
Questi eventi resero Alessandro I molto popolare in Bulgaria, ma la Russia era sempre più insoddisfatta delle sue tendenze liberali. Nell'agosto 1886 i russi fomentarono un colpo di Stato, nel quale Alessandro fu costretto ad abdicare e ad andare in esilio in Russia. Tuttavia Stambolov reagì velocemente e i partecipanti al colpo di Stato vennero costretti a fuggire dal Paese. Stambolov provò a riportare sul trono Alessandro, ma la forte opposizione russa costrinse il principe ad abdicare di nuovo. Nel luglio 1887 i bulgari elessero Ferdinando di Sassonia-Coburgo-Gotha come nuovo principe. Ferdinando era il "candidato austriaco" e i russi si rifiutarono di riconoscerlo. Ferdinando inizialmente lavorò insieme a Stambolov, ma nel 1894 i loro rapporti di lavoro peggiorarono velocemente. Stambolov si dimise e venne assassinato nel luglio del 1895. Ferdinando quindi decise di restaurare le relazioni con la Russia, cosa che significava tornare a una politica conservativa.
C'era ancora una sostanziale parte della popolazione bulgara che viveva ancora sotto il governo ottomano, particolarmente in Macedonia. A complicare la questione c'erano la Serbia e la Grecia che reclamavano per sé parti della Macedonia, mentre i serbi, come nazione slava, consideravano gli slavi macedoni come facenti parte della nazione serba. Così inizio una contesa a cinque parti per il controllo di queste zone che durò fino alla prima guerra mondiale. Nel 1903 ci fu un'insurrezione bulgara nella Macedonia ottomana e la guerra sembrò sempre più vicina. Nel 1908 Ferdinando utilizzò le tensioni fra le potenze europee per dichiarare la piena indipendenza della Bulgaria, nominandosi zar il 5 ottobre (anche se venne celebrato il 22 settembre, dato che la Bulgaria adottò ufficialmente il calendario giuliano fino al 1916) nella chiesa dei Santi Quaranta Martiri a Veliko Tărnovo: era nato il Regno di Bulgaria.

## Rivolta di Ilinden-Preobraženie
Il principale problema di politica estera che la Bulgaria dovette affrontare nel periodo fino alla prima guerra mondiale era la sorte della Macedonia e della Tracia orientale. Alla fine del XIX secolo venne fondata l'Organizzazione Rivoluzionaria Interna Macedone e cominciò la preparazione di una sollevazione armata nelle regioni ancora occupate dai turchi. Contando sul supporto di tutta la nazione bulgara e sul Principato di Bulgaria, il VMRO passò all'organizzazione di una rete di committenti in Macedonia e in Tracia. Nell'agosto del 1903 scoppiò in Macedonia e in Tracia una rivolta armata di massa, conosciuta come rivolta di Ilinden Preobraženie. Lo scopo era di liberare queste regioni, o almeno di attirare l'attenzione delle grandi potenze e facendogli sostenere il miglioramento delle condizioni di vita della popolazione attraverso riforme legali ed economiche. Dopo tre mesi di rivolta l'esercito ottomano represse la rivolta in maniera violenta anche verso la popolazione civile.
| Controllo di autorità | LCCN (EN) sh85017874 · J9U (EN, HE) 987007292396805171 |